# 高松未
高松 未（たかまつ ひでみ、1985年6月23日 - ）は、日本の元女子バレーボール選手。

## 人物・エピソード
富山県富山市出身。シーガルズが富山県を本拠に活動していた当時、現地でのバレーボール教室でシーガルズの監督、選手からの指導を受けた事をきっかけに同チームでのプレーを志した。2012年6月、同チームを退部。

## 所属チーム
- 東部小（東部少女VBC）
- 東部中
- 龍谷富山高校
- 岡山シーガルズ（2004-2012年）